# Hsieh Yu-chieh
Hsieh Yu-chieh (chiń. 謝語倢), wcześniej znana jako Hsieh Shu-ying (chiń. 謝淑映; ur. 23 lipca 1993) – tajwańska tenisistka.

## Kariera tenisowa
W przeciągu kariery zwyciężyła w dziesięciu deblowych turniejach rangi ITF. 20 lutego 2012 roku zajmowała najwyższe miejsce w rankingu singlowym WTA Tour – 830. pozycję, natomiast 21 października 2019 osiągnęła najwyższą lokatę w deblu – 129. miejsce.
Jest młodszą siostrą tenisistki Hsieh Su-wei i tenisisty Hsieh Cheng-peng.

## Finały turniejów WTA
| Legenda                     | Legenda |
| --------------------------- | ------- |
| Wielki Szlem                |         |
| Igrzyska olimpijskie        |         |
| WTA Tour Championships      |         |
| 2009 – 2020                 |         |
| WTA Premier Mandatory       |         |
| WTA Premier 5               |         |
| WTA Premier                 |         |
| WTA International Series    |         |
| WTA 125K series (2012–2020) |         |
| od 2021                     |         |
| WTA 1000 (obowiązkowe)      |         |
| WTA 1000 (nieobowiązkowe)   |         |
| WTA 500                     |         |
| WTA 250                     |         |
| WTA 125                     |         |

### Gra podwójna 2 (0–2)
| Końcowy wynik | Nr | Data             | Turniej | Nawierzchnia | Partnerka    | Przeciwniczki               | Wynik finału |
| ------------- | -- | ---------------- | ------- | ------------ | ------------ | --------------------------- | ------------ |
| Finalistka    | 1. | 23 września 2018 | Seul    | Twarda       | Hsieh Su-wei | Choi Ji-hee Han Na-lae      | 3:6, 2:6     |
| Finalistka    | 2. | 21 września 2019 | Osaka   | Twarda       | Hsieh Su-wei | Chan Hao-ching Latisha Chan | 5:7, 5:7     |

## Finały turniejów WTA 125

### Gra podwójna 2 (1–1)
| Końcowy wynik | Nr | Data              | Turniej  | Nawierzchnia | Partnerka    | Przeciwniczki                 | Wynik finału |
| ------------- | -- | ----------------- | -------- | ------------ | ------------ | ----------------------------- | ------------ |
| Zwyciężczyni  | 1. | 25 listopada 2017 | Honolulu | Twarda       | Hsieh Su-wei | Eri Hozumi Asia Muhammad      | 6:1, 7:6(3)  |
| Finalistka    | 1. | 22 sierpnia 2021  | Chicago  | Twarda       | Mona Barthel | Eri Hozumi Peangtarn Plipuech | 5:7, 2:6     |

## Wygrane turnieje rangi ITF
| turnieje z pulą nagród 100 000 $   |
| turnieje z pulą nagród 75/80 000 $ |
| turnieje z pulą nagród 50/60 000 $ |
| turnieje z pulą nagród 25 000 $    |
| turnieje z pulą nagród 15 000 $    |
| turnieje z pulą nagród 10 000 $    |

### Gra podwójna
|    | Data       | Turniej    | Naw.      | Partnerka     | Przeciwniczki                      | Wynik             |
| 1. | 13/04/2012 | Wenshan    | Twarda    | Hsieh Su-wei  | Liu Wanting Xu Yifan               | 6:3, 6:2          |
| 2. | 26/05/2012 | Karuizawa  | Trawiasta | Kumiko Iijima | Samantha Murray Emily Webley-Smith | 3:6, 7:6(6), 10–1 |
| 3. | 30/03/2014 | Osprey     | Ceglana   | Rika Fujiwara | Irina Falconi Eva Hrdinová         | 6:3, 6:7(5), 10–4 |
| 4. | 08/10/2016 | Porto      | Ceglana   | Hsieh Su-wei  | Francisca Jorge Rita Vilaça        | 6:3, 6:4          |
| 5. | 10/06/2017 | Hammamet   | Ceglana   | Wu Fang-hsien | Fernanda Brito Noelia Zeballos     | 5:7, 6:3, 11–9    |
| 6. | 26/01/2019 | Plantation | Ceglana   | Lee Pei-chi   | Wolha Hawarcowa Jada Robinson      | 6:1, 6:4          |
| 7. | 08/06/2019 | Daegu      | Twarda    | Lee Pei-chi   | Choi Ji-hee Han Na-lae             | 6:3, 7:6(5)       |